# GeForce 256
GeForce 256 とは、Nvidia の「GeForce」シリーズ最初の製品。 1999年8月31日に発表され、1999年10月11日に発売された。性能面では固定グラフィックスパイプラインの数を4に増やし、先代のRIVA TNT2の2倍のパイプラインを獲得した。また、グラフィックアクセラレーターとしては初めてのハードウェアT&Lを達成し、パソコンのグラフィックスアクセラレーターに大きな革新をもたらすと共に、ライバル企業であった3DFXのVOODOOとの差を大きく引き離した。 ちなみにDirectX 7 に完全に準拠した初の 3D アクセラレータでもある
脚注
1. ↑  IGN staff (1999年12月13日). “News Briefs”. 2000年9月1日時点のオリジナルよりアーカイブ。2020年10月1日閲覧。